# Kolia Litscher
Kolia Litscher (1991) è un attore francese.

## Biografia
Figlio d'arte, con genitori il regista russo-svizzero Hans-Peter Litscher e l'attrice francese Catherine Belkhodja, è l'ultimo nato di una famiglia di attori: le sorelle Maïwenn Le Besco, Isild Le Besco e Léonor Graser sono attrici, sceneggiatrici e produttrici, mentre il fratello Jowan Le Besco è attore, sceneggiatore e documentarista
Ha partecipato ad alcuni cortomettragi di Michel Fehler, Emma de Caunes, Joséphine Flasseur, Emmanuelle Bercot, prima di recitare uno dei tre eroi in Demi-tarif (Metà tariffa) d'Isild Le Besco, un film che è stato selezionato in più di cinquanta festival.
Nel secondo film d'Isild, Charly, con Julie-Marie Parmentier come partner, recita il ruolo d'un adolescente ribelle che vive in una famiglia d'accoglienza e fuga per recarsi a Belle-Ile-en-Mer. Arrivato alla periferia di Nantes, incontra Charly, una ragazza che vive in una carovana e si prostituisce per assicurare il quotidiano.

## Filmografia

### Lungometraggi
- 1996: La Puce d'Emmanuelle Bercot
- 2004: Demi tarif d'Isild Le Besco
- 2006: Charly d'Isild Le Besco

### Cortometraggi
- 1991: Place des Vosges di Catherine Belkhodja
- 1998: Le Nombril du monde d'Emma de Caunes
- 1999: Je voudrais faire du cinéma  di Michel Fehler
- 2000: T'es où? d'Isild Le Besco
- 2003: Brûlure indienne di Joséphine Flasseur

## Teatro
È la voce in:
- Denn bleiben ist nirgend (2002), regia di Hans-Peter Litscher. Akademietheater, Bayerische Staatsoper, Münchner Opernfestspiele. München.
- ...und dann verschwand alles Licht (2002), una serata coi testi di Antonin Artaud, regia di Hans-Peter Litscher. Kasino Burgtheater, Wien Austria.
- Die drei entfernte Cousinen (2003): opera adattata da Tre sorelle di Čechov, regia di Hans-Peter Litscher. Neumarkt Theater Zürich, Svizzera.
- Causerie sur le theme de traitre et du heros (2003) (Conversazione sul tema del traditore e dell'eroe), regia di Hans-Peter Litscher. Belluard Bollwerk International. Fribourg, Svizzera.
- Circulus vitiosus (2003), regia di Hans-Peter Litscher. Festival di Zürich, Svizzera.